# Jenkinshelea
Jenkinshelea is een geslacht van stekende muggen uit de familie van de knutten (Ceratopogonidae).

## Soorten
- J. albarius (Coquillett, 1895)
- J. blantoni Grogan and Wirth, 1977
- J. magnipennis (Johannsen, 1908)
- J. stonei Grogan and Wirth, 1977